# François Goulard
Pour les articles homonymes, voir Goulard.
François Goulard, né le 21 septembre 1953 à Vannes (Morbihan), est un homme politique français, membre de Démocratie libérale puis de l'UMP et des Républicains jusqu'en 2018. 
Député du Morbihan de 1997 à 2012, maire de Vannes de 2001 à 2004 et de 2006 à 2011, il a été secrétaire d'État aux Transports et à la Mer de 2004 à 2005 et ministre de l'Enseignement supérieur et de la Recherche de 2005 à 2007 et président du conseil départemental du Morbihan de 2011 à 2021. 
Le 9 octobre 2021, il devient trésorier d'Horizons, le parti d'Édouard Philippe.

## Biographie

### Famille et études
Il est né à Vannes, en 1953, de Paul Goulard, ingénieur à la direction départementale de l'Équipement du Morbihan, et d’Éliane Cadoret, qui a tenu une boutique d'antiquités. Son grand-père paternel est percepteur et catholique traditionnel mais lui définit sa famille comme républicaine, dans la tradition vannetaise de radicalisme de la petite bourgeoisie commerçante de l'époque. Il est le beau-frère de Sylvie Goulard.
Il étudie au collège Jules-Simon, au lycée Alain-René-Lesage, à Vannes puis en classes préparatoires au lycée Chateaubriand à Rennes. 
Il a été, à la fin des années 1970, et pendant peu de temps, membre du Mouvement des démocrates de Michel Jobert.
Après avoir obtenu son diplôme d'Ingénieur de l'École centrale Paris en 1976, François Goulard entre à Sciences Po Paris (1977), où il « passe les meilleures années de sa vie estudiantine » en préparant son entrée à l'École nationale d'administration (ENA) où il est admis en 1981, promotion « Droits de l'homme », diplômé en administration publique.
Marié avec Michèle Pappalardo dont il est divorcé, il est remarié depuis 2006 à Anne-Valérie Cornuault, ingénieur des ponts, des eaux et des forêts.

#### Carrière professionnelle et débuts en politiques
À sa sortie de l'ENA, il est nommé auditeur, puis conseiller référendaire à la Cour des comptes, en 1985. Il passe ensuite brièvement dans le secteur privé, comme chargé du département Grandes Administrations du cabinet de conseil en stratégie Bossard Consultants (repris par Capgemini en 1996).
De 1986 à 1988, il est successivement conseiller technique, directeur adjoint et directeur de cabinet du ministre délégué des Postes et des Télécommunications, Gérard Longuet.
Bien que proche de la « bande des quadras » du gouvernement Chirac, (Gérard Longuet, François Léotard, Alain Madelin et Jacques Douffiagues) il s'éloigne de la politique jusque 1997, à la suite de l'échec de Jacques Chirac à l'élection présidentielle de 1988 et aux différentes affaires affectant le Parti républicain, auquel il a adhéré en 1981.
De 1989 à 1997, il est directeur général d'Investel, puis successivement directeur général et directeur général adjoint de la Banque parisienne de crédit, une banque de crédit aux petites et moyennes entreprises, filiale de Suez. Il devient président de la Générale de patrimoine et de gestion en 1997.

### Carrière politique

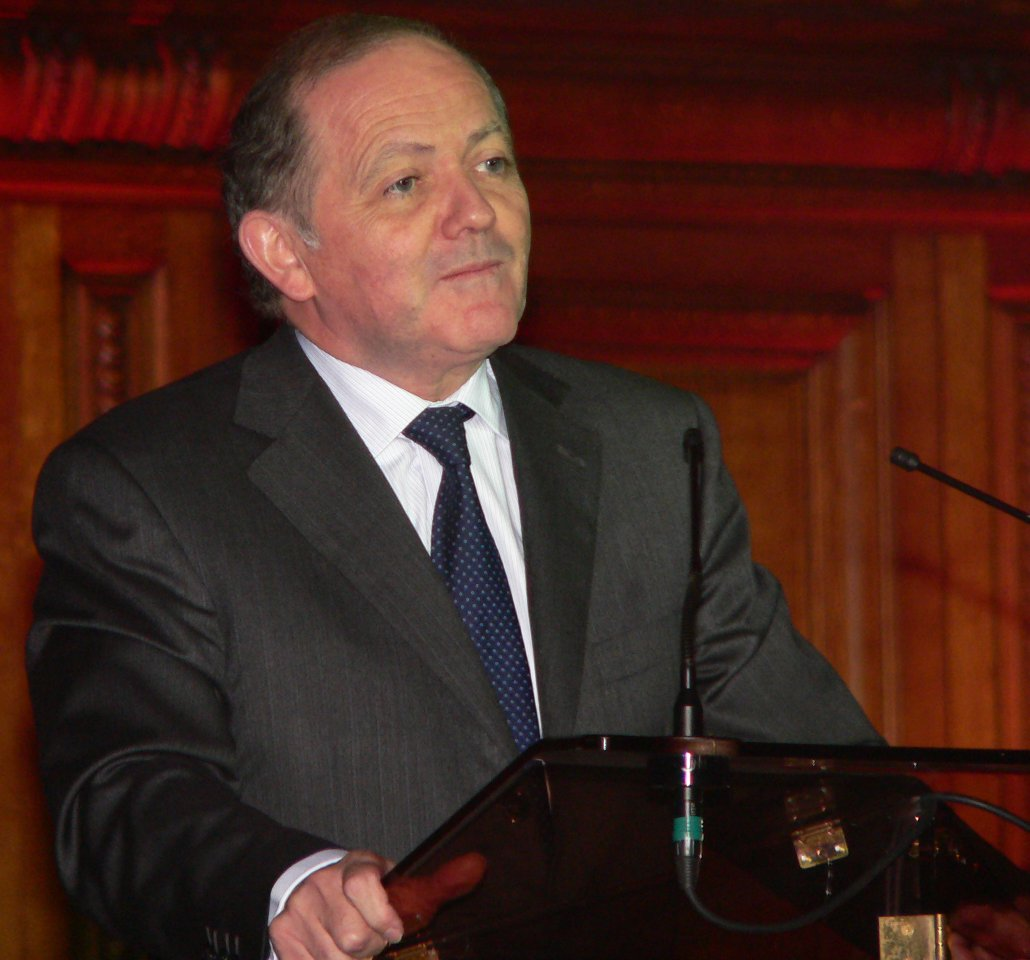
François Goulard en tant que ministre délégué à l'Enseignement supérieur et à la Recherche, lors d'une remise de médaille du CNRS en 2006.

#### 1997-2004: député puis maire de Vannes
En 1983, à 30 ans, il est élu au conseil municipal de Vannes et occupe le poste d'adjoint aux finances. En 1997, obtenant l'investiture du RPR pour les élections législatives grâce au soutien décisif de Raymond Marcellin, il se consacre entièrement à la politique, étant élu député du Morbihan sous l'étiquette Démocratie libérale, battant au passage le maire de Vannes, Pierre Pavec. L'année suivante, il est élu en 1998 conseiller général du canton de Vannes-Centre, dans le Morbihan. 
De 1998 à 2002, il est secrétaire politique national de Démocratie libérale et membre du bureau politique.
En mars 2001, il est élu maire de Vannes avec 50,1% des voix au second tour, à l'issue d'une triangulaire avec Gérard Thépaut et Micheline Rakotonirina. François Goulard est réélu député le 16 juin 2002, pour la XIIe législature (2002-2007), dans la première circonscription du Morbihan (Vannes), cette fois sous l'étiquette Union pour un mouvement populaire (UMP), après la fusion de Démocratie libérale dans ce nouveau parti. Touché par le cumul des mandats, il abandonne alors son poste de conseiller général. 
Défini comme « très libéral », il est, de 2002 à 2004, membre du groupe UMP à l'Assemblée, vice-président de la commission des finances et également secrétaire général adjoint de l'UMP chargé de la formation des cadres et des militants.

#### 2004-2005: secrétaire d'État aux Transports et à la Mer
Le 31 mars 2004, il est nommé secrétaire d'État aux Transports et à la Mer dans le troisième gouvernement de Jean-Pierre Raffarin. Il démissionne alors de sa fonction de maire, mais reste premier adjoint de Norbert Trochet. En décembre 2006, il est réélu maire de Vannes par le conseil municipal, tout en restant ministre. 
Le 3 mai 2005, dans une tribune au Figaro, il se prononce en faveur du projet de constitution européenne, plaidant pour l'instauration d'un contrôle maritime européen et pour une harmonisation de la fiscalité et des normes imposées aux transporteurs routiers dans l'Union européenne.

#### 2005-2007: ministre délégué à l'Enseignement supérieur et à la Recherche
Il est nommé ministre délégué à l'Enseignement supérieur et à la recherche dans le gouvernement Dominique de Villepin le 2 juin 2005. 
C'est sous son égide qu'est créé l'Agence nationale de la recherche, le 7 février 2005, consistant à financer des projets de recherche scientifique ou technologique. En avril 2006, il fonde les pôles de recherche et d'enseignement supérieur, qui permettent à certaines universités et grandes écoles de mutualiser leurs programmes et leurs activités.
Le 26 mars 2007, ce proche de Dominique de Villepin annonce son soutien à François Bayrou pour le premier tour de l'élection présidentielle de 2007, y ajoutant son intention de quitter l'UMP. Le 24 avril 2007, il annonce qu'il votera Nicolas Sarkozy au second tour de l'élection présidentielle disant qu'il "était toujours resté de droite".

#### 2007-2012: député du Morbihan

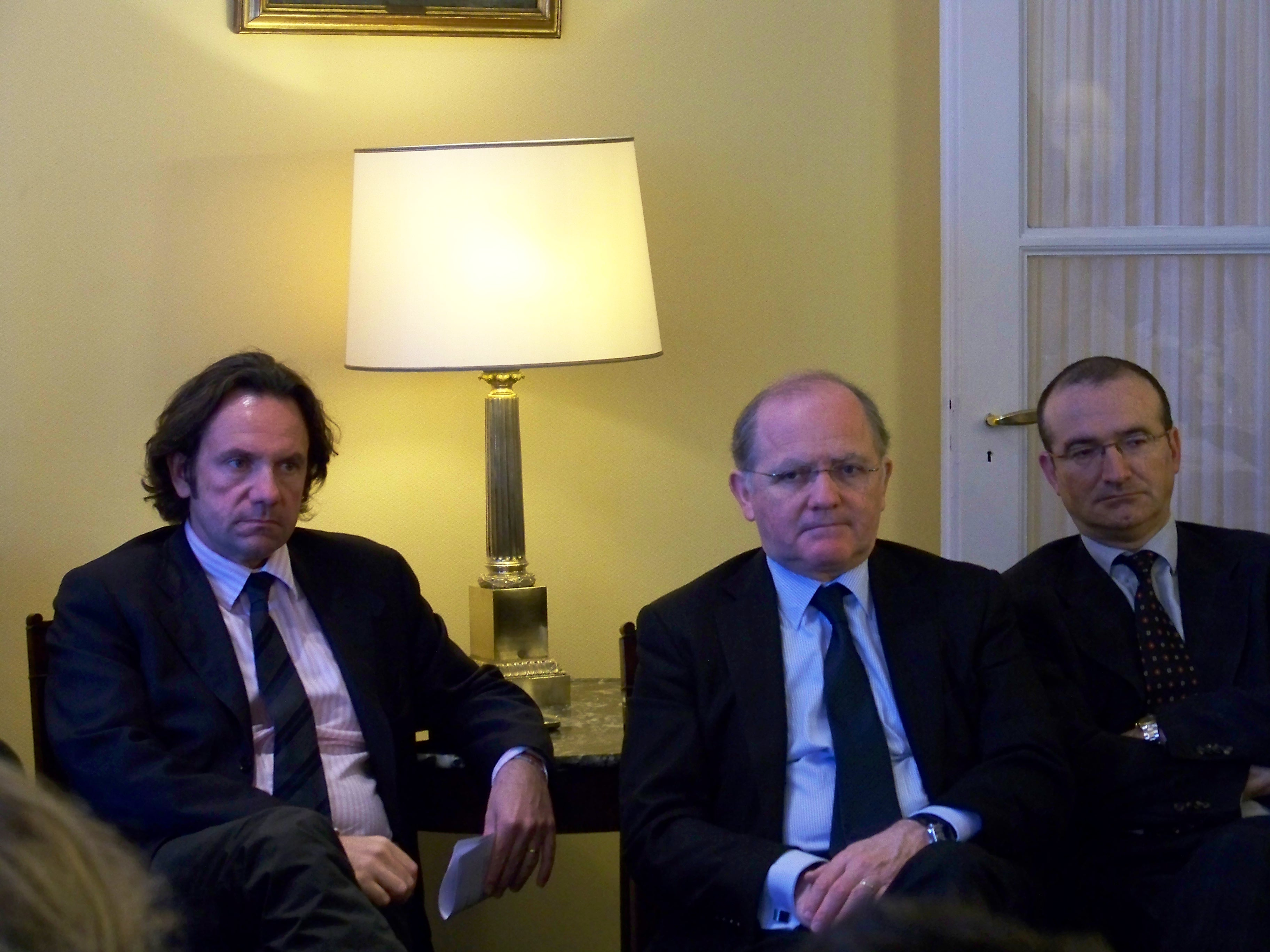
Frédéric Lefebvre, François Goulard et Hervé Mariton lors d'un petit-déjeuner du club Réforme et Modernité le 1er avril 2009.

##### Un homme influent de la droite libérale bretonne
Le 18 juin 2007, il retrouve son siège de député, qu'il avait laissé à sa suppléante Josiane Boyce à son entrée au gouvernement en mars 2004. Il est élu dans la première circonscription du Morbihan avec 52,90% des suffrages exprimés face à Hervé Pellois, réalisant toutefois un score inférieur à 2002 où il avait obtenu 58,07% des voix. À la suite de son élection, il est désigné rapporteur spécial du budget « Ville » pour la Commission des Finances de l'Assemblée nationale.
Au sein des députés UMP, il apparaît comme l'un des principaux opposants à Nicolas Sarkozy et comme la principale figure du courant villepiniste. Il est le cofondateur du club Réforme et Modernité et coordonne le projet du mouvement République solidaire lancé par Dominique de Villepin le 19 juin 2010.
Il a été pressenti pour prendre la tête de liste UMP aux élections régionales de 2010 avant de se retirer et de laisser la place à Bernadette Malgorn, candidate soutenue par Nicolas Sarkozy.
Il est candidat tête de liste de l'UMP aux élections sénatoriales du 25 septembre 2011. Il est battu comme ses deux colistiers, Jacques Le Nay et Joseph Kergueris, ancien président du Conseil général du Morbihan, à qui il impose de se désister au deuxième tour. La liste de gauche remporte les trois sièges à pourvoir dans le Morbihan. Il est également candidat à sa réélection lors des élections législatives de juin 2012. En tête au premier tour, il s'incline au second tour et perd son siège de député au profit d'Hervé Pellois qui obtient 52,45% des suffrages exprimés.

##### À l'Assemblée nationale, un franc-tireur dans la majorité présidentielle
Au sein de l'UMP, François Goulard est un opposant virulent de Nicolas Sarkozy et se fait souvent remarquer par des prises de positions contraires à la ligne de son groupe. Il est le seul député UMP présent au rassemblement contre l'amendement Mariani, autorisant l'utilisation de tests ADN lors du regroupement familial, au Zénith de Paris le 14 octobre 2007. Il y déclare « nous sommes tous réunis ici ce soir pour défendre les droits de l'homme et rien ne pourra nous y faire renoncer ». Il a été vivement rappelé à l'ordre par François Fillon le 16 octobre 2007 alors que Jean-François Copé a qualifié son initiative de « choquante ».
Il est l'un des sept parlementaires de l'UMP à voter non à la réforme constitutionnelle du 23 juillet 2008 lors du congrès du Parlement français à Versailles, déclarant « nous savons quelles étaient les intentions du président de la République : modifier notre constitution pour reléguer le Premier ministre à une place parfaitement subalterne ».
Avec le député UMP Daniel Fasquelle, c'est aussi l'un des rares membres de la majorité à s'opposer au projet de décret de Valérie Pécresse relatif au statut des universitaires, projet confronté à une forte mobilisation début 2009.
En mars 2009, il s'oppose au retour de la France au commandement de l'Organisation du traité de l'Atlantique nord (OTAN) et, alors que la commission des Finances de l’Assemblée donne un avis favorable à une contribution supplémentaire des plus hauts revenus le 18 mars 2009, le député-maire de Vannes revendique la suspension du « bouclier fiscal » en prônant la solidarité nationale en période de crise.
Le 12 mai 2009, il est l'un des six députés UMP à s'opposer au projet de loi Hadopi.

#### 2011-2021: président du conseil général puis du conseil départemental du Morbihan

##### Un retour vers des mandats politiques morbihannais
Le 27 mars 2011, la droite remporte les élections cantonales dans le Morbihan, remportant 24 des 42 cantons. Dans le canton de Vannes-centre, François Goulard l'emporte avec 55,42 % des suffrages exprimés. Une semaine plus tard, il prend la présidence du Conseil général du Morbihan et abandonne son mandat de maire de Vannes à David Robo, son ancien directeur de cabinet à la mairie.
En décembre 2011, il proclame son souhait de la réunification d'une Bretagne à cinq départements. 
Le 12 janvier 2013, il est élu président de la fédération UMP du Morbihan, à la suite de la démission de Gérard Lorgeoux en mars. Le 17 janvier 2018, il démissionne de la présidence de la fédération Les Républicains du Morbihan, en désaccord avec la ligne portée par le nouveau président du parti, Laurent Wauquiez. Il reste néanmoins membre des Républicains. 
Investi par Les Républicains pour être candidat aux élections législatives dans la première circonscription du Morbihan, il renonce finalement à se présenter après l'élimination de François Fillon au premier tour de l'élection présidentielle 2017, déclarant "je n'ai jamais considéré qu'un mandat parlementaire consista à faire de la figuration et la loi sur le cumul des mandats impose un choix".
En mars 2019, il prend la présidence de la Société d'économie mixte du Morbihan, chargée de réaliser des missions d'aménagement pour les collectivités locales, qui est alors déficitaire.

##### Des prises de positions politiques nationales plus espacées
Il soutient la candidature de François Fillon pour la présidence de l'UMP lors du congrès d'automne 2012.
En décembre 2013, il participe aussi à la transformation du club Réforme et Modernité, avec Étienne Blanc et Hervé Mariton, qui crée le micro-parti Droit au cœur, dont il devient vice-président, en vue de peser dans la campagne de la primaire de l'UMP, en 2016. Ce micro-parti se base sur la ligne de l'UMP, libéral économiquement et « solide sur le plan des valeurs » tout en plaidant pour une « véritable politique en faveur de la famille durable ». Il est expert associé à l'Institut Montaigne, pour lequel il a dirigé le rapport[pertinence contestée] « Transport public de voyageurs, comment réformer un modèle à bout de souffle »[source secondaire nécessaire].
Il a reçu le prix de l'humour politique en octobre 2012 pour avoir déclaré « être ancien ministre, c'est s'asseoir à l'arrière d'une voiture et s'apercevoir qu'elle ne démarre pas ». Ce prix vient après plusieurs nominations non récompensées :
- « Cette semaine, le gouvernement fait un sans faute ; il est vrai que nous ne sommes que mardi » (2003)
- « Johnny Hallyday qui annonce son intention de rester français et Bernard Laporte qui entre au gouvernement, c'est une période faste pour l'intelligence française » (2008)
- « François Fillon a tellement de qualités qu’il mériterait d’être Premier ministre » (2010)

Il soutient François Fillon pour les primaires des Républicains pour l'élection présidentielle de 2017, dès avril 2016, et préside son comité de soutien dans le Morbihan. En décembre 2015, il intègre le « pôle élus » de son équipe de campagne. Il fait partie du groupe de travail « Enseignement supérieur et recherche » du pôle projet de François Fillon. Proche de ce dernier, il va jusqu'à réclamer que la justice n'intervienne pas dans l'affaire de l'emploi fictif présumé d'assistante parlementaire de Penelope Fillon.
Fin janvier 2018, il rejoint le comité stratégique du mouvement Objectif France, dirigé par Rafik Smati. Il quitte Les Républicains en avril de la même année. Il adopte des positions plus favorables à Emmanuel Macron et devient en novembre 2019 vice-président de l'association « La République des maires et des élus locaux », créée par Christophe Béchu pour rassembler des élus locaux de droite favorables au gouvernement.
François Goulard choisit de ne pas se représenter aux élections départementales 2021. Il se félicite notamment d'avoir rationalisé au maximum l'organisation du conseil départemental, tout en diminuant la pression fiscale sur les morbihannais.
Bien que proche d’Édouard Philippe, il n'obtient pas l’investiture de la majorité présidentielle pour les élections législatives de 2022.

### Mandats et fonctions
- 1998-2002 : membre du comité exécutif et secrétaire politique national de Démocratie libérale
- 2002-2004 : secrétaire général adjoint chargé de la formation des cadres et des militants à l'Union pour un mouvement populaire
- 2004-2008 : membre du bureau politique de l'Union pour un mouvement populaire
- 1983-1990 : conseiller municipal puis adjoint aux finances du maire de Vannes
- 1997-2002 ; 2002-2004 et 2007-2012 : député de la première circonscription du Morbihan
- 2004-2005 : Secrétaire d'État aux transports et à la mer
- 2005-2007 : Ministre délégué à l'enseignement supérieur et à la recherche
- 1998-2001 puis 2011-2015 : conseiller général du Morbihan
- 2001-2004 ; 2006-2008 ; 2008-2011 : maire de Vannes (Morbihan)
- 2004-2011 : président de la communauté d'agglomération du Pays de Vannes
- 2013-2018 : président de la fédération Les Républicains du Morbihan
- 2011-2021 : président du Conseil départemental du Morbihan

## Décorations
- Chevalier de la Légion d'honneur (2021)
- Commandeur de l'ordre du Mérite maritime ex officio, en tant que ministre chargé des affaires maritimes[43]